# Псалидас, Афанасиос
Афана́сиос Псали́дас (греч. Αθανάσιος Ψαλίδας; 1767, Янина — 20 июля 1829, Лефкас) — греческий учёный, деятель Новогреческого просвещения, педагог и писатель, переводчик.

## Молодость

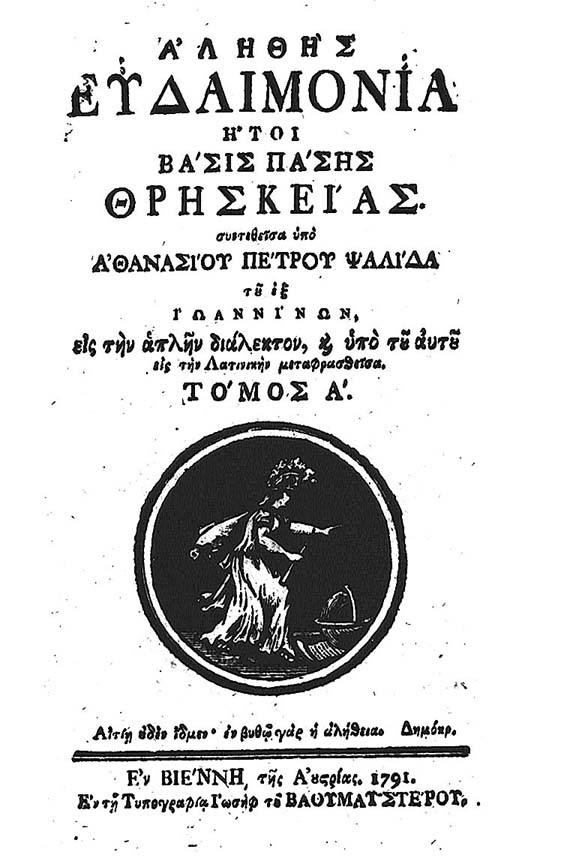
Обложка книги «Настоящее Блаженство», Вена 1791.

Афанасиос Псалидас родился в 1767 году в городе Янина, Эпир, в семье коммерсанта Петроса Псалидаса, который был активен в основном в Валахии и России. Мать, Елисавет, была родом из близлежащего горного района Загори.
Окончил школу в родном городе. В возрасте 18 лет (1785) уехал в Нижний Новгород, где несколькими годами раннее обосновался и открыл торговый дом его брат Михаил. Брат, взяв на себя все расходы, отправил его учиться в Полтавскую славянскую семинарию (1785—1787), основанную в 1776 году греческим просветителем и епископом Славянским и Херсонским Евгением (Булгарисом).
По рекомендации одного из преподавателей семинарии, стал репетитором молодого Теохариса Кефаласа, сына богатого и знатного землевладельца из Фессалии. Вместе с молодым Кефаласом был отправлен в Вену, где посещал уроки медицины, философии, греческой и латинской филологии, физики, математики и физических опытов, а также иностранных языков: французского, немецкого и итальянского. С 1887 года он учился в Венском университете на медицинском факультете, который однако оставил и до 1795 учился Естественным наукам и Философии.
В период своего пребывания в австрийской столице (1787—1795), развил бурную писательскую и издательскую деятельность. В 1791 году издал свою философскую работу «Настоящее Блаженство» («Αληθής Ευδαιμονία»), написанную на архаическом греческом языке, приложив и свой перевод на латынь. Этой своей работой он вновь исследовал и занял позицию по фундаментальным вопросам того времени, как то существование Бога, Бессмертие , посмертная антидосис (ἀντίδοσις — здесь, следуя речи Исократа, автобиография и защита), свобода человека, смысл и пределы свободы.
Одновременно со своей учёбой, Псалидас предложил свои услуги греческим издательствам и типографиям своих земляков в Вене. В тот период он приступил к написанию значительного числа книг. С 1791 года, когда в Вене начала издаваться греческая газета Эфимерис (Εφημερίς), Псалидас был в числе сотрудников её издателей. В 1791 году он перевёл на греческий язык и издал «Арифметику» австрийского математика Метцбурга (Metzburg).
В 1792 году, вместе с киприотом Иоаннисом Карадзасом (который был казнён турками в 1798 году вместе с Ригасом) он издал книгу «Результаты любви» («Έρωτος αποτελέσματα»). Это первое (сохранившееся) напечатанное произведение новой греческой литературной прозы. Основная темой книги была любовь (έρωτας — плотская любовь). Манера развития темы выражала новые философские идеи, сформированные в рамках эпохи Просвещения касательно физического (естественного) происхождения страстей. Работа включала в себя 3 романтические истории и множество стихов фанариотов. Книга имела замечательный успех и была переиздана пять раз с 1792 по 1836 год.

## Преподавательская деятельность

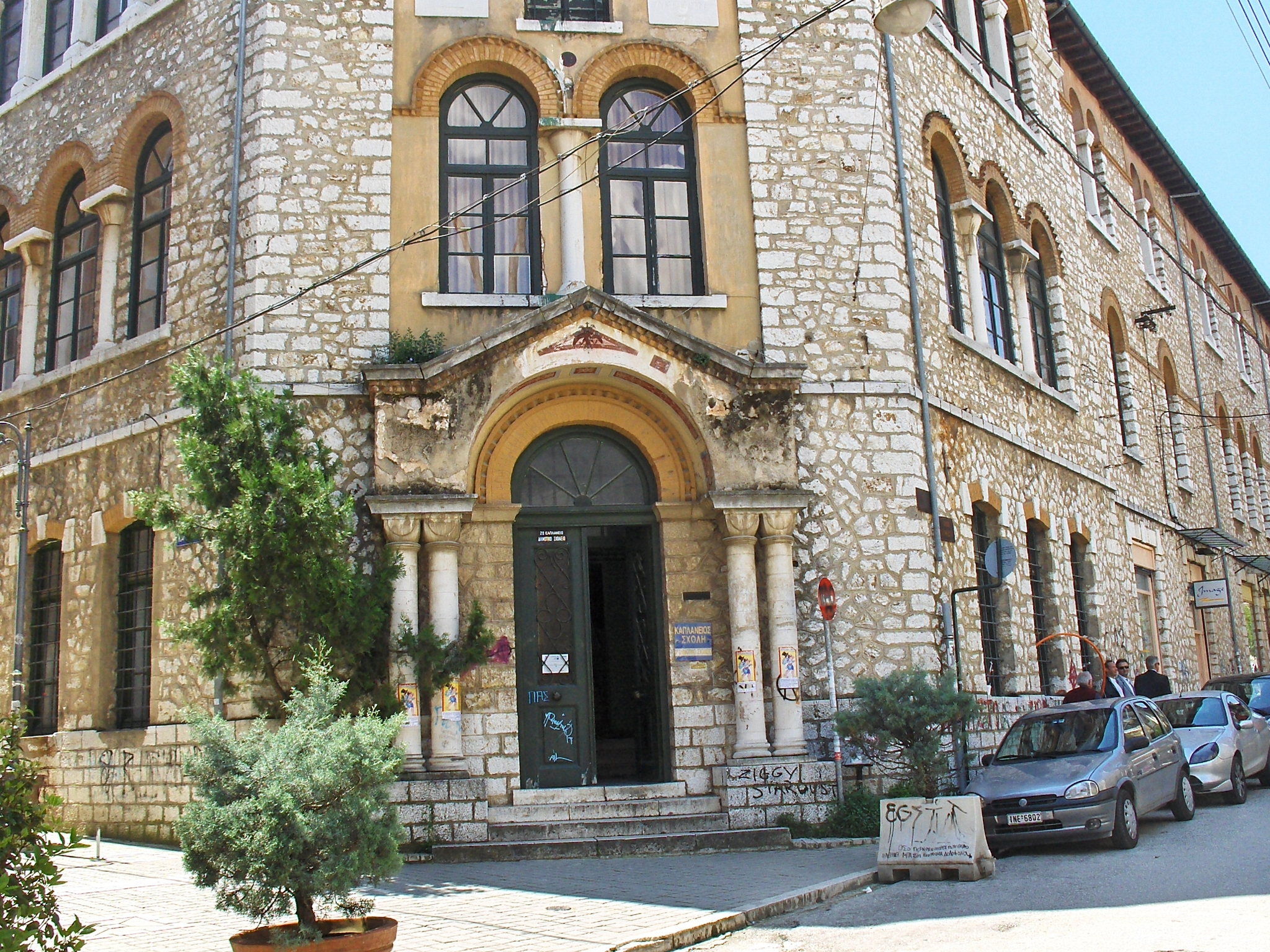
Школа Капланиса сегодня

В 1793 году Псалидас был допрошен австрийской полицией, подозреваемый в либеральных и франкофильских взглядах. Сам он отверг все обвинения, но оставаться в Вене становилось всё опаснее и, в конечном итоге, в 1976 году он решил вернуться в подконтрольную османам Грецию, отказавшись от предложенной ему кафедры университета Пешта.
В Янине и на протяжении 25 лет он возглавлял одну из самых значительных школ города, основанную согласно завещаниям местным купцов, братьев Ламброса и Симона Маруцоса.
Однако Школа Маруцосов вскоре столкнулась с непреодолимыми финансовыми проблемами.
После чего Псалидас заручился финансовой поддержкой нижегородского греческого купца и мецената Зоиса Капланиса. Школа получила имя Капланиса и перешла под покровительство Константинопольского Патриарха. Учитывая учёбу Псалидаса в России и Вене и его известность он был назначен её первым директором.
В этот период Псалидас обогатил школьную программу уроками естественных наук, истории, географии, коммерческих знаний, иностранных языков.
Он привёз из западно-европейских столиц специальные приборы, с помощью которых он преподавал астрономию и космографию, и выполнял опыты по физике и химии, привлекая интерес и внешкольных зрителей.
Одновременно он создал значительную библиотеку, доступную широкой публике, нанял квалифицированных преподавателей и обеспечил стипендиями своих лучших учеников.
Его нововведения встретили резкую критику консервативных кругов.
Он был обвинён греками и не греками в том, что он вводит атеистические взгляды Вольтера и вообще либеральные взгляды Французской революции.
По этой причине он издал работу «Добрые действия» («Καλοκινήματα»), отвергая взгляды своих противников.
Его идеологическое противостояние с К. Баланосом, возглавлявшим одну из других известных школ города, переросло в противостояние двух школ и их учеников.
Одновременно это вызвало пристальное внимание к деятельности Псалидаса янинского правителя Али-паши.
Али-паша с сыновьями посетил школу, когда Псалидас экспериментировал с статическим электричеством, и убедился в том, что ничего дьявольского не происходит.
Более того. Али оценил его многосторонние знания и доверил ему дипломатические миссии.
Именно Псалидас принимал в Янина иностранных консулов, послов и путешественников.
Псалидас встретил в Янина и впечатлил Байрона, Пуквиля и других путешественников и дипломатов.
Английский путешественник Хенри Холланд (Sir Henry Holland, 1st Baronet, 1788—1893) писал: «Псалидас не только многогранный учёный, но также превосходный и красноречивый оратор. С невообразимой лёгкостью он говорит и на древней и на сегодняшней форме греческого языка, на итальянском, французском, немецком и русском. Он ораторствует живо и с большой силой на любую тему искусства, науки, филологии, и в особенности о своём славном отечестве, Греции.
Он владеет естественными науками, которым учился в Германии, но по своей натуре более склонен к философским исследованиям. Его рвение в пользу современной греческой литературы и поэзии велико».
В период своей преподавательской деятельности в Янина стал одним из самых известных городских деятелей.
Принимал участие в советах старейшин, в судебных слушаниях. Кроме этого Али несколько раз послал его с дипломатической миссией от своего лица в Западную Европу.

## Языковой вопрос
Если в своих первых работах Псалидас использовал архаическую форму греческого языка, то став «главным учителем Янин», он использовал разговорный Димотика.
Более того, он не принял даже средний путь Адамантия Кораиса с его «чистым языком» Кафаревуса .

## «Греческая номархия»
В 1806 году в Италии была опубликована «Греческая номархия» («Эллиники Номархия», «Ελληνική Νομαρχία»), за подписью «Анонимный грек».
Книга была посвящена Ригасу Фереосу (1757—1798), является памятником национального пробуждения и гимном «священной свободы».
Согласно греческим историкам, после трудов Ригаса, «Греческая номархия» является самым значительным духовным звеном приведшим к созданию созданию революционной организации Филики Этерия и к Греческой революции.
На Псалидаса, в числе ещё 6 греческих интеллектуалов той эпохи (среди них Ригас Велестинлис, Адамандиос Кораис, Андониос Мартелаос), падает «почётное подозрение», что он является автором «Номархии».
Он также считается одним из вероятных авторов книги «Русо-англофранцуз» («Россоанглогалл», «Ρωσαγγλογάλλος»), изданной неизвестным автором.

## Накануне Греческой революции
Псалидас был непреклонным борцом за свободу греков. С этой целью он был союзников русских и тех греческих мыслителей, таких как Вулгарис, которые служили их интересам, но когда это было необходимо сталкивался с ними.
В начале он воспевал Екатерину Великую и её деятельность, подтверждая ожидание русской поддержки. Однако когда это ожидание оказалось несбыточной мечтой и сомнения греков стали окончательным разочарованием, Псалидас «составил свидетельство смерти этой политике» и «написал эпитафию российской политике потерянных надежд и лживых обещаний».
Он стал противостоять Вулгарису, характерному апологету российских ожиданий и провозгласил с мужеством и смелостью переориентацию греческой политической мысли. Псалидас счёл, что привязанность этого старца Просветителя к русской политике и его жизнь при царском дворе были равносильны отречению от греческого возрождения.
Псалидас писал: «Вулгарис, презрев своё Отечество и весь свой род, обратился к чужим варварским племенам, сделав патриотизм вторым после удовольствия и чрева…
Горе соплеменникам, если от такого мудрого мужа они ожидают свет и пользу».
Ответ Вулгариса был жёстким, считая гнев Псалидаса яростью шарлатана.
Аналогичным образом Вулгарис ответил раннее другому своему критику, Иосипу Мисиодакосу.
Псалидас стал членом революционной организации Филики Этерия, вызвав подозрения турок.
Гетеристам удалось накануне Греческой революции поддержать сепаратистские тенденции Али-паши и его открытое противостояние с султаном.
Когда в конце 1820 года султанские войска начали военные действия против Али, Псалидас укрылся в селе своей матери.
Греческая революция разразилась весной 1821 года.
В 1822 году Псалидас перебрался на остров Керкира, находившийся под британским контролем.

## Последние годы
В 1823 году на Керкире была создана «Ионическая Академия», первый современный греческий университет, где преподавали ученики Псалидаса.
Но сам он вызывал у англичан подозрения в русофильстве, в силу чего получил титул почётного профессора, однако разрешения преподавать в Академии он так и не получил
В 1828 году он был назначен директором лицея на острове Левкада, где и умер 20 июля 1829 года.

## В помощь сражающейся Греции
Находясь на Керкире, Псалидас, в меру своих возможностей, пытался оказать посильную помощь сражающейся греческой нации.
Он поддерживал переписку с политическими лидерами восставшей Греции и филэллинскими комитетами Западной Европы, в особенности Лондона.
Предпринял ряд дипломатических шагов для подготовки конференции послов Великобритании, России и Франции, для разрешения Греческого вопроса после подписания
Лондонских соглашений (1827).
Инициировал предварительную конференцию на Керкире (август 1828) и конференцию послов на острове Порос (сентябрь — декабрь 1828).
Одновременно своими рапортами И Капдистрии о северо-западной Греции он оказал содействие последнему для подготовки ответа на 28 вопросов поставленных ему «Великими державами».

## Личная жизнь
Псалидас женился в первый раз в 1793 году, будучи ещё в Вене. Его жена, Джозефа, была дочерью чулочного фабриканта Joseph Schicktanz. Жена скоропостижно скончалась в возрасте 22 лет.
Вернувшись в Янина, Псалидас женился в 1800 году с Захрулой, дочерью А. Кутоваслиса. У четы родились 2 дочери, а затем близнецы Петрос и Анастасиос, последний умер сразу после родов. Захарула умерла через год после рождения близнецов.
В 1806 году Псалидас женился в трети раз, на Василики Спаху. С ней у Псалидаса было двое детей.

## Сохранившиеся работы[9]
- 1. «Добрые действия» (Ψαλίδας, Ἀθανάσιος, Καλοκινήματα. Ἦτοι ἐγχειρίδιον κατὰ φθόνου καὶ κατὰ τῆς Λογικῆς τοῦ Εὐγενίου)
- 2. «Логика» (Ψαλίδας, Ἀθανάσιος, «Λογική κατά νωτέρους μέν συντεθείσα, μεθόδω δε μαθηματική, εξυφανθείσα χάριν των φιλομούσων Ελλήνων, Εν Βιέννη, 1793»)
- 3. «География Албании и Эпира» (Ψαλίδας, Ἀθανάσιος, Θεσπρωτός, Κοσμᾶς, Γεωγραφία Αλβανίας και Ηπείρου. Ἐξ ἀνεκδότου χειρογράφου τοῦ Κοσμᾶ Θεσπρωτοῦ μὲ τοπογραφικὰ σχεδιογραφήματα καὶ γεωγραφικοὺς χάρτας τοῦ ἰδίου, Ἰωάννινα, Ἑταιρεία Ἠπειρωτικῶν Μελετῶν, 1964)
- 4. «Форпосты эллинизма» (Ψαλίδας, Ἀθανάσιος, Πρόμαχοι του Ελληνικού ")
- 5. «Размышления и напутствия Нации» (Ψαλίδας, Ἀθανάσιος, Στοχασμοί και προτροπές προς το Γένος)
- 6. «Краткая география» (Ψαλίδας, Ἀθανάσιος, Γεωγραφία σύνομος καθ΄ απλήν φράσιν, 1809)
- 7. «Логика и Метафизика» (Ψαλίδας, Ἀθανάσιος, Λογική και Μεταφυσική, Ἰωάννινα, 1804)
- 8. «Уроки Философии» (Ψαλίδας, Ἀθανάσιος, Μαθήματα Φιλόσοφίας. Μεταφυσική — Κοσμολογία, 1793)
- 9. «Настоящее Блаженство или основа любой религии» (Ψαλίδας, Ἀθανάσιος, Αληθής ευδαιμονία ήτοι βάσις πάσης θρησκείας, Τόμος Α΄, Ἑν Βιέννῃ τῆς Αοὐστρίας, Ἐν τῇ Τυπογραφίᾳ Ἰωσὴφ τοῦ Βαουμαϋστέρου, 1791)
- 10. «Практическое введение в философию» (Ψαλίδας, Ἀθανάσιος, Πρακτικής φιλοσοφίας εισαγωγή το δίκαιον της φύσως, ηθικήν και πολιτικήν περιέχουσα)

## Другая литература
- Κονδύλης Παναγιώτης, «Ο Ψαλίδας, ο Παμπλέκης και η θεία Αποκάλυψη». Ηπειρωτικά Χρονικά 24 (1982), 249—266.
- Παναγιώτης Νούτσος, «Ο νεαρός Ψαλίδας για τη θεία αποκάλυψη». Ηπειρωτικά Χρονικά 25 (1983), 265—286.
- Παναγιώτης Νούτσος, «O νεαρός Ψαλίδας και η φιλοσοφία του γαλλικού Διαφωτισμού», Hπειρωτικά Xρονικά, 23 (1981), 187—214
- Παναγιώτης Νούτσος, «Ένα χειρόγραφο της Mεταφυσικής του Ψαλίδα», O Eρανιστής, 18 (1982).
- Παναγιώτης Νούτσος, Λόγος και αποκάλυψη στο έργο του νεαρού Α. Ψαλιδά, Τα Ιστορικά, τομ.5, τ/χ.8 (Ιούνιος 1988),σελ.37-52
- Πέτσιος Κώστας Θ, «Η έννοια της ευδαιμονίας στο έργο του Αθ. Ψαλίδα», Ηπειρωτικά Χρονικά 29 (1988-89), 379—401.
- Ψημμένος, Νίκος (επιμ.): Ευρετήρια κειμένων νεοελληνικής φιλοσοφίας. Β΄: Ευρετήριο «Αληθούς ευδαιμονίας» Αθανασίου Ψαλίδα, Γιάννινα 1983.
- Διαμαντής, Κωνσταντίνος, «Ο Αθανάσιος Ψαλίδας και το Αρχείον του», Δελτίον της Ιστορικής και Εθνολογικής Εταιρείας της Ελλάδος 14 (1960),σ. 550—583, 16 (1962), σ. 273—369.
- Λάιος Γεώργιος, «Ο Αθανάσιος Ψαλίδας Αντιδημοκράτης (1793). (Ανέκδοτα δοκουμέντα από τα Αρχεία της Βιέννης)», Ηπειρωτική Εστία 6 (1957), σ. 214—224.